# ふなっしー
ふなっしーは、千葉県船橋市在住の「梨の妖精」という設定のマスコットキャラクター。着ぐるみと中の人が一体となり、地域おこし活動のほかにタレント・歌手・声優としても活躍している。 
2011年11月、船橋市名産の梨をモチーフにして、いち船橋市民が「個人的に」始めたご当地キャラクターで、当初は船橋市役所などに売り込んでも受け入れてもらえなかったが、自主的に参加した地域イベントなどでの活動や、インターネット上の活動で徐々に浸透し、2013年2月の『アサヒ十六茶』の広告出演を機に人気を一気に拡大したとされている。市や県からは公認されていないものの、その人気と高い知名度ゆえ、船橋市のみならず千葉県や日本政府の公式なイベントや企画に起用される機会が多い。「イジり、イジられ破天荒キャラ」と評される。ゆるキャラ界における革命を起こしたとされる。

## 特徴
概して「ゆるキャラ」と称されるマスコットキャラクターの着ぐるみは、PRしたいものを象徴して身につけた形状で、愛くるしい動きをすることが多い。また、着ぐるみは自ら話さず、アテンドと呼ばれるアシスタントが代弁することにより、着ぐるみの中の人が入れ替わることや複数体が同時に異なる場所でイベントに出演することを、可能にしている。
当初、他のキャラクター同様、着ぐるみの中の人がキャラクターの声で話すことはなかったが、アテンドなしで個人参加したイベントで、中の人がキャラクターを演じながら話すスタイルが始まった。中の人は裏声のような甲高い声で話し、その口調は饒舌で笑いを誘い、語尾や文末に「なっしー」を多用しながら、「ヒャッハー」などと奇声をあげたり、観客に「梨汁ブシャー」との言葉をかけたりする。また、「ゆるキャラらしくない俊敏な動きが人気」と地元の千葉日報が評したように、様々な種類の跳躍（2段ジャンプ、回転跳び）や連続した激しい動き（ヘッドバンギング）など、特定の人物以外は中の人が務められない動作が特徴的である。このため、中の人は入れ替わることが不可能で、複数体が同時に異なる場所でイベントに出演するのも難しい。すなわち、着ぐるみと中の人が一体のタレントであるとの見方もある。
顔を両手で左右から押し潰す、「マンボウ」という持ちネタがある。
着ぐるみは激しい動きなどで損傷することが多いため、新しいものに更新しており、現在は主に3号機および5号機で活動することが圧倒的に多い。古い身体はロケなどで使い分けたり、イベントで展示されたりしている。2023年8月、大阪で開催された「梨ミ2023タコヤキより熱き夏祭りin大阪」にて6号機が初披露された。
競馬で賭けた経験があると語る、お金を貸してとお願いする等、ゆるキャラらしくない部分がある。

### 設定
梨妖精界の出身。

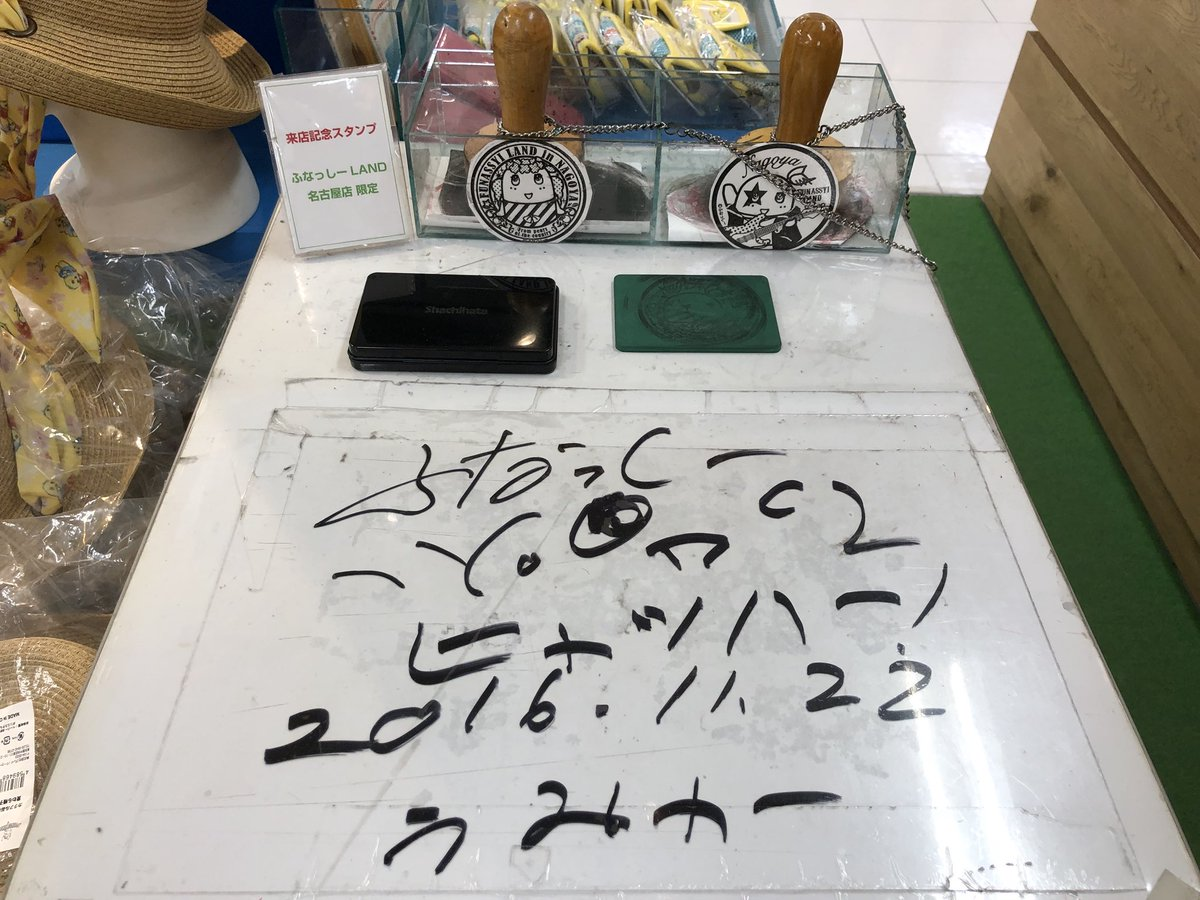
ふなっしーのサイン（ふなっしーLAND 名古屋）

両親は普通の梨の木で、全部で274人いる兄弟のうち本人(本「梨」?）は4男であり、56番目の弟にふなごろーがいる。2000年に1度だけ現れる奇跡の梨の妖精という設定のもと、誕生日は138年7月4日（梨の日。2022年4月時点で1883歳）で本名はフナディウス4世とされているが、船田梨男を本名としたこともあった。なお、ふにゃっしーは飼い猫であるらしい。
背中のファスナーらしきものはイリュージョンといい、実際の口であり、漫画の設定では梨妖精界に繋がっている。頬にある左右2つずつの赤い斑点は鼻の穴である。ハードロック・ヘヴィメタルを好んでおり、初めて買ったCDはディープ・パープルの『マシン・ヘッド』、好きな歌手はオジー・オズボーン、車の中でよく聴く音楽はエアロスミス、ライバルにはロブ・ハルフォードの名を挙げている。その中でもパフォーマンスなどに最も影響を公言しているオジーとは、2014年12月7日放送の『行列のできる法律相談所』で対面、翌2015年にはオジー主催の音楽フェス『OZZFEST JAPAN2015』にゲスト出演している。
2020年頃より刀剣の収集を始めており、2022年3月時点では約50振保有（本人談）、2025年7月から11月まで、岡山県瀬戸内市の備前長船刀剣博物館において、「特別展「刀剣は人を救う～ふなっしーの刀剣展～」企画展が開催されるまでとなった
好物は桃、ラーメン、寿司、肉、洋梨、ダンゴムシ、セミ。ただし、本人曰く「虚言癖があり、言っていることの27.4%が嘘」とのことなので、いずれも真相は不明である。口は悪いが、意外と素直な性格。

## 着ぐるみに入っている人物
人気が高まるにつれて中の人が誰なのかについての臆測がささやかれ、一部週刊誌には具体的人物を指摘するものもある。もっぱら奇声だけだった初期の頃は、甲高い声やその発し方が、同じ千葉県在住のさかなクンに似ているとの指摘もあったが、身長が明らかに異なり、商標出願人が「中の人」ではないかと推察されている。
テレビ番組で神奈川県横須賀市についての知識をたびたび披露していたため、中の人は横須賀出身ではないかという噂があったが、2019年5月29日放送の『今夜くらべてみました』において「“神ナシ県ナシ須賀市”ってところに」いたと発言した。
中国語が堪能であり、台湾でのイベントに出演した際には、その最中のやり取りをすべて中国語でこなしたことがある。また、英語の映画の吹き替えを行った際に「オリジナルの台詞を聞いて、（吹き替え台本の）配役が間違っていると指摘できる」程度の英語の聞き取り能力がある。
2020年3月6日放送の『クイズ!あなたは小学5年生より賢いの?』では、最終問題の「現在の国際連合の安保理常任理事国5カ国全て答えなさい」を含む全11問に連続正解し、賞金300万円を獲得した。
なお、「ふなっしー」は合同会社274LAND（千葉県船橋市馬込町）の登録商標（第5704292号ほか）である。

## 来歴
2011年11月、ある船橋市在住の小売店経営者（素性非公表）によって平面イラストとして誕生し、Twitter上で活動を開始した。
きっかけは、東日本大震災で店の売り上げが落ち込み、店の宣伝につながるサイトを作るべく通ったWEBデザインの学校で「船橋を盛り上げよう」という制作課題を出され、船橋市の情報サイトを作成したこと。このサイトに「船橋」と特産の「梨」をかけたキャラクター「ふなっしー」を登場させた。原画はフリーハンドのマウス画で、パワーポイントを使ってわずか30分で作られた。
実体として出る気はなかったものの、フォロワーの要望が増えたため、表に出ることに決めた。2012年、着ぐるみを送料込み3万8千円で中国に発注し、3月に完成して立体化した後、4月からYouTube上での活動も開始した。
着ぐるみがあり、かつ、「ご当地キャラ」とみなせる活動実績があれば個人でも加入できる一般社団法人「ゆるキャラさみっと協会」（2012年6月1日「日本ご当地キャラクター協会」に改称、滋賀県彦根市）に入会した。すると、赤ちゃん本舗の創業80周年記念イベントを請け負った広告代理店の博報堂から同協会を経由して千葉県で開催される6月のイベントに出演依頼があり、初のイベント出演をした。このときアテンドなしで出演したため、イベントの司会者から自己紹介を要求された際、中の人が自ら「ふなっしーなっしー」と答え、これが第一声とされる。
一方、自治体などの公的な団体による推薦が参加条件となる「ゆるキャラさみっと」（日本ご当地キャラクター協会が協力）に参加するため、7月に船橋市役所や船橋商工会議所を訪れたが、たらい回しにされたうえに推薦を得られなかった。また同月、ふなばし市民まつりへの出演を願い出たが認められなかった。市の許可が得られないまま、7月下旬のふなばし市民まつりや8月の東京都での船橋市の梨のPRイベントに自主的に参加する一方、ご当地キャラ仲間の誘いなどによってさまざまな地域イベントに出演が始まった。
11月下旬、「第3回ゆるキャラさみっとin羽生」が開催された。イベント参加資格が無くて困っていたところ、ご当地キャラ仲間のニャジロウ（秋田県代表）が、秋田県の物販ブースを手伝うアルバイトとして誘ってくれたことにより、自治体などによる推薦が得られていない「非公認」ながらもイベント参加が叶った。2日間のイベント期間中、秋田県や東北地方のブース前で、アテンド無しで客の呼び込みや客とのふれ合いをする必要に迫られ、中の人が自ら話すスタイルを定着させていった。
アサヒ飲料の「十六茶」の広告を請け負った博報堂から、日本ご当地キャラクター協会を経由して声がかかり、新垣結衣や多数のご当地キャラと共に出演した広告が2013年2月初旬からテレビで放送開始された。2月4日に開催されたこの広告の発表会に、新垣や他のご当地キャラと共に出演した。このとき新垣は、最も印象的だったご当地キャラだったと述べた。2月11日に日本テレビ『スッキリ!!』に出演すると、テリー伊藤とのやり取りや加藤浩次との相撲対決などがネットユーザーの間で話題となり、認知度や人気が急激に上昇した。
3月5日、船橋市議会で市公認問題が議題に上がったが、自身がもう公認を望んでいないことから、市が公認しない方針が示された（船橋市非公認が決定）。その一方で、6月15日にはららぽーとTOKYO-BAYの公認キャラに就任した。6月23日の船橋市長選で新市長（松戸徹）が選出されると、市に迷惑をかけたことを謝罪し、市からは10月30日に感謝状が贈られ、前年8月の東京での梨のイベントから続く市との間の溝が埋まり和解に至った。
市からは公認されていないものの、2013年10月19日から20日に開催された「ご当地キャラ博in彦根2013」および11月23日から24日に開催された「第4回ゆるキャラさみっとin羽生」では船橋市観光協会の推薦により正式参加を果たし、以降のイベントでも必要に応じて同協会から推薦を受けている。また、2014年5月21日には船橋市が、ふるさと納税において5,000円以上の寄付をした人物に対し「ふなっしーと目利き番頭 船えもんのイラスト入りクリアファイル」をプレゼントすることを発表、非公認キャラながらも市の公式グッズに登場するという異例の展開となっている。実際このクリアファイルの効果もあってか、同年6月よりプレゼントを開始すると、わずか1か月で約439万円の寄付が集まり、過去の年間寄付額をあっさり更新した。松戸市長によると公認にすると逆に活動に制限が出るので、敢えて公認にしていないだけで、ふなっしーは非公認だけど船橋市がしっかり認めた存在とのこと。これらの経緯から非公認でありながら事実上の準公認状態となっている。
その後の活動はご当地キャラのイベントに留まらず、声優、音楽活動、テレビのバラエティ番組出演など多岐に渡っている。なお2017年現在は「体力的に厳しくなった」「（テレビ関係者からの）ぞんざいな扱いに疑問を感じていた」という理由からテレビ番組への出演は極力控えており、「イベント出演の方がギャラの割が良い」として各地のイベント出演を中心に活動している。2020年12月に『伯山カレンの反省だ!!』に出演した際、テレビ出演を控えるようになった原因として、メキシコのロケで熱中症になった翌日に別の場所で湖に沈められるなど、スタッフからの過激な要求に耐えきれなくなったことを明かしている。

### 年表
- 2011年（平成23年）
  - 11月 - 千葉県船橋市在住の小売店経営者[42] がふなっしー（平面イラスト）を生み出した[5]。
  - 11月22日 - Twitter（@funassyi）開始[43][44]。
- 2012年（平成24年）
  - 03月 - イラストをもとに着ぐるみを発注し、立体化した[5]。製作費は3万8千円[45][47]。
  - 04月07日 - YouTubeへのアップロード開始[43][61]。
  - 06月30日 - 赤ちゃん本舗（大阪市）が創業80周年を記念し実施していた、全国の店舗に各1体ずつ合計約80体のキャラクターを招いて一日店長をしてもらうイベント「全国子育て応援!ご当地キャラ1日店長リレー!!」で、アカチャンホンポ幕張イトーヨーカドー店の一日店長を務めた[62]。これが初のイベント出演となった[43]。また、「ふなっしーなっしー」との第一声を発した[49]。
  - 07月 - 船橋市役所および船橋商工会議所を訪れ、「ゆるキャラさみっと」参加に必要な推薦を得ようとしたが拒否された[43][50]。また、ふなばし市民まつりに出演させてもらおうとしたが、拒否された[43]。
  - 07月22日 - ふなばし市民まつりに自主的に参加[43]。
  - 08月17日 - （財）地域活性化センター日本橋イベントスペース（日本橋プラザビル1階南広場）で開催された船橋市のイベント「今が旬!『船橋のなし』PRキャンペーン」[63] に、市の許可を得ずに自主的に参加[43][50]。
  - 09月09日 - 大阪・新世界の「第5回百年縁日」に参加[44]。
  - 10月06日 - 「第25回しながわ夢さん橋2012」内の「ゆるキャラサッカー大会」に参加[44]。
  - 10月27日・28日 - 高円寺フェス2012ゆるキャラまつりに参加[14][64]。
  - 11月24日・25日 - 「第3回ゆるキャラさみっとin羽生」に、自治体などによる推薦が得られないまま、ニャジロウ（秋田県代表）の手引きで非公式に参加[9][49][51]。秋田県や東北地方の物販ブースを手伝う。ゆるキャラグランプリ実行委員会主催の「第3回ゆるキャラグランプリ2012」で参加865体中506位となる[3]。
- 2013年（平成25年）
  - 02月04日 - アサヒ「十六茶」の新CM発表会へ、新垣結衣、にしこくん、滝ノ道ゆずると共に出席[52]。新垣が最も印象的だったご当地キャラとして名前を挙げた[52]。
  - 02月05日 - アサヒ「十六茶」のテレビ広告が放送開始[65]。多数のゆるキャラの中の1体として出演[66]。
  - 02月11日 - 日本テレビ『スッキリ!!』に出演し、一躍話題となった[53][54]。
  - 03月05日 - 船橋市議会で市議からの質問に対し、企画財政部長が活躍を「非常にありがたい」と高く評価する一方、自身が市の公認をもうすでに望んでいないと理解していること（船橋市非公認が決定）、今後の市のイベントなどでの協力関係について検討することを発言した[67]。
  - 06月15日 - ららぽーとTOKYO-BAYの「オルタン&ふなっしーがやってくる!!」のイベントにて、ららぽーとTOKYO-BAY公認キャラに認定される。
  - 07月 - 同月より放送開始のアニメ『にゅるにゅる!!KAKUSENくん』にて声優デビューすることが決定[68]。
  - 07月26日 - ポニーキャニオンより初のオリジナルDVD『ふなのみくす』発売。タイトルは安倍晋三首相提唱の経済回復政策「アベノミクス」のもじり。
  - 08月05日 - フジテレビ『笑っていいとも!』で、船橋市のふなばし産品ブランドPRキャラクター「目利き番頭 船えもん[69]」と初対面を果たした。
  - 08月06日 - 日本百貨店協会主催の「ご当地キャラ総選挙2013」の決勝大会で参加480体中1位となった[4][70]。獲得ポイントは1万1,220ポイントで、2位の7,840ポイントに大差をつけた[4]。以降のキャラクター関連のコンテストでは、他のキャラに受賞して欲しいとの理由で参加を辞退している。
  - 09月03日 - （当時）ZOZOTOWNを運営するスタートトゥデイ (初代)の新ECサイト「LA BOO」の広告キャラクターに起用されたカーラ・デルヴィーニュに会いにイギリスを訪問する「ふなっしーロンドンプロジェクト」が開始[71]。同サイトのCMメイキング映像で、カーラと共演した[71]。
  - 09月04日 - 船橋市議会で市議からの質問に対し、企画財政部長が市から感謝状を送ることを検討すると発言した[11]。また、キャラではなく、タレントとみなして市の観光大使に任命してはどうかとの質問に対し、経済部長は「ふなっしーにはこれまで同様、自由な立場で船橋をPRしていただきたい」と発言し、観光大使にも任命する考えはないと表明した[11]。
  - 10月30日 - 船橋市から感謝状を贈呈された[72]。松戸徹市長は「ふなっしーも望まないだろうから公認はしない」との方針を改めて示した[73]。
  - 11月20日 - 『現代用語の基礎知識』選「2013年ユーキャン新語・流行語大賞」の候補語50語の1つに選ばれた[74]。
  - 11月27日 - 「いいふなの日」にちなんでシングル「ふな ふな ふなっしー♪」でFAR EASTERN TRIBE RECORDSよりCDデビュー。プロデュースは高見沢俊彦。
  - 12月08日 - 日本テレビ『行列のできる法律相談所』に、東野幸治が寄付した5万円で製作された2体目の着ぐるみが「ふなっしー2号」として登場した[75]。中国製で、製作費は3万8000円[75]。この着ぐるみはそれからまもなく破損してしまった[76]。
  - 12月24日 - 「ふな ふな ふなっしー♪」をプロデュースした高見沢が所属するTHE ALFEEの日本武道館公演にゲスト出演し、武道館デビューを果たした[77]。
- 2014年（平成26年）
  - 01月15日 - 船橋東郵便局にて1日郵便局長を務め[78]、以降ファンレターの宛先を「274-8799 船橋東郵便局留 ふなっしー行」とする[79]。
  - 01月21日 - プリッツとのコラボ商品「プリッツ＜梨汁ブシャー味＞」を数量限定発売[80]。
  - 06月26日 - バンダイナムコゲームスの3DS用音楽ゲーム『太鼓の達人 どんとかつの時空大冒険』に「ふな ふな ふなっしー♪」が収録[81]。また、プレイヤーの仲間キャラクターとしても登場[81]。
  - 07月18日 - コナミデジタルエンタテインメントのAC向け音楽ゲーム『pop'n music ラピストリア』に「ふな ふな ふなっしー♪」がソフトウェアアップデートにより追加収録[82]。使用キャラクターとしても選択可能[82]だったが、2017年7月の『うさぎと猫と少年の夢』の稼働中に楽曲とキャラクターが削除された。
  - 08月12日 - 同年10月11日公開の映画『映画 ハピネスチャージプリキュア! 人形の国のバレリーナ』にて本人役で出演することが発表された。また、同作品の応援隊長にも就任した。
  - 08月22日、北海道日本ハムファイターズ対埼玉西武ライオンズ戦の始球式で審判をつとめた[83][84]。
  - 09月08日、三菱UFJニコスのクレジットカードの新デザインに採用された。本人の意向もあり、ショッピング利用金額の一部を東日本大震災復興支援の基金に寄附できる社会貢献型カードとなっている[85]。
  - 09月21日 - 新潟競馬場にて「セントライト記念」のプレゼンターを務める[86]。
  - 12月17日 - 初アルバム『うき うき ふなっしー♪ 〜ふなっしー公式アルバム 梨汁ブシャー！〜』発売。第1週に1.2万枚売り上げ、12月29日付けのオリコン週間アルバムランキング4位に初登場する。史上初のご当地キャラのシングルアルバムによるトップ5位入りとなる[87]。
- 2015年（平成27年）
  - 03月05日 - 日本外国特派員協会にて、約100人の前で記者会見を行う[88][89]。
  - 03月12日 - 朝日新聞夕刊で連載開始した小説『ふなふな船橋』（吉本ばなな著）にて言及。
  - 03月13日 - 千葉県船橋市のららぽーとTOKYO-BAYに、グッズを販売する公式ショップ「ふなっしーLAND 船橋本店」をオープン[90][91]。
  - 07月20日 - 大阪府大阪市梅田の阪急三番街に、ふなっしーLAND2号店をオープン[92]。
  - 12月05日 – キデイランド原宿店一階に、ふなっしーLAND Select HARAJUKUをオープン[93]。
- 2016年（平成28年）
  - 01月07日 - 主演単発テレビドラマ『ふなっしー探偵』がフジテレビ系列で放送。
  - 07月20日 - JR名古屋駅の東急ハンズ（現：ハンズ）店内にふなっしーLAND3号店をオープン[94]。
  - 08月23日（武道館）、8月29日（大阪城ホール）にて「梨祭」NASSYI FESを開催。
- 2017年（平成29年）
  - 07月01日 - 新京成電鉄にて、同社の開業70周年と自身の地上降臨5周年を記念したコラボレーションラッピング車両「ふなっしートレイン」（8800形8816編成を使用）が運行開始[95][96]（2018年（平成30年）01月16日[※ 3][98]まで）。
  - 08月01日 - 上記のコラボレーション第2弾として同社新京成線（現・京成松戸線）三咲駅構内を装飾し「みさっきー駅」とするイベントを実施[99][100]（2018年（平成30年）01月16日[※ 3][98]まで）。
- 2018年（平成30年）
  - 01月15日 - ふなっしートレインのラストランイベントが開催[98]。
  - 01月16日 - 新京成電鉄とのコラボレーション企画が好評のうち終了[98]。ただし、翌17日以降も三咲駅構内のふなっしー直筆サインは残されている。
- 2019年（平成31年・令和元年）
  - 05月29日 - 日本テレビの番組「今夜くらべてみました」において、若いころ、千葉ではない所（曰く“神ナシ県ナシ須賀市”）に住んでいたことを明かした[35][36]。
- 2020年（令和02年）
  - 02月15日 - 船橋をホームタウンとするプロバスケットボールクラブ、千葉ジェッツふなばしと1日プロ選手契約[101]。
- 2021年（令和03年）
  - 07月02日 - 船橋オートレース場跡地にふなっしーパークがオープン[102]。
- 2022年（令和04年）
  - 04月21日 - 新京成電鉄にて、同社の開業75周年と自身の地上降臨10周年したコラボレーションラッピング車両「ふなっしートレイン」（8800形8814編成を使用）が運行開始[103]（2023年（令和05年）03月末[※ 4][105]まで）。
  - 07月01日〜07月27日 - 津田沼パルコにて 「274ch.」開局5周年記念 「274ch.展〜ふなっしー降臨10周年の軌跡〜」を開催。274ch.スタジオを再現したフォトスポットやふなっしーの刀剣コレクションなどを展示。
  - 07月28日〜08月29日 - 東武百貨店船橋店にて「2022ふなっしー地上降臨10周年展」を開催。船橋の鷹匠橋の写真を背景に1号機の展示の他、全国のキャラクター仲間からの色紙、年表や過去のグッズなども展示された。また、ファン(梨友さん)からの投稿写真で作ったモザイクアートも発表された[6]。
- 2023年（令和05年）
  - 03月28日 - ふなっしートレインのラストランイベントが開催[105]。
  - 03月31日 - 新京成電鉄とのコラボレーション企画が好評のうち終了[105]。前回同様三咲駅構内のふなっしー直筆サインは残されている。
  - 11月17日 - 船橋新京成バス習志野営業所（現・京成バス千葉セントラル習志野西営業所）にて「ふなっしー号」を運行[106]。運行は2025年（令和07年）11月頃までを予定している。

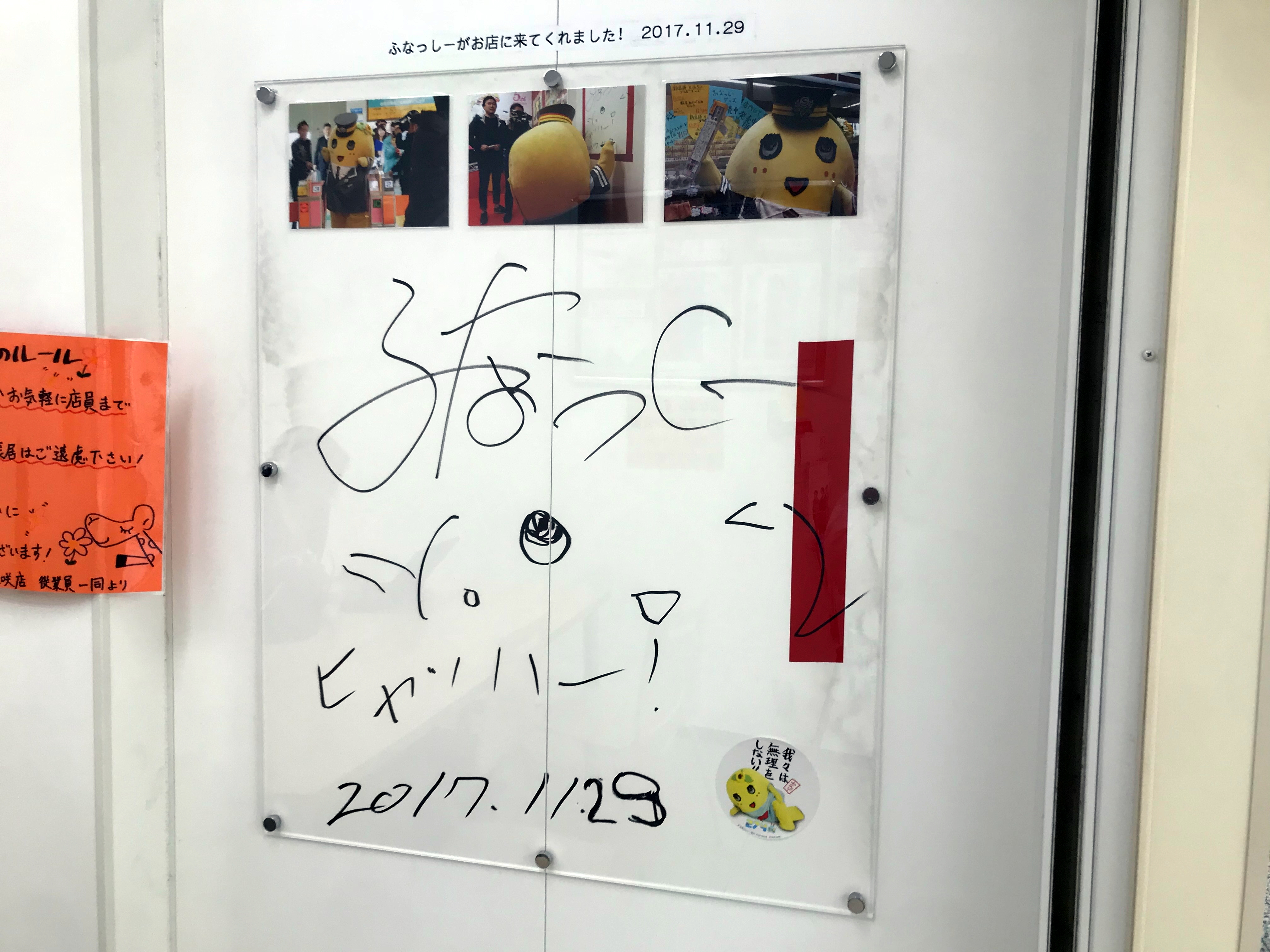
三咲駅にあるふなっしーのサイン
三咲駅のふなっしーの写真
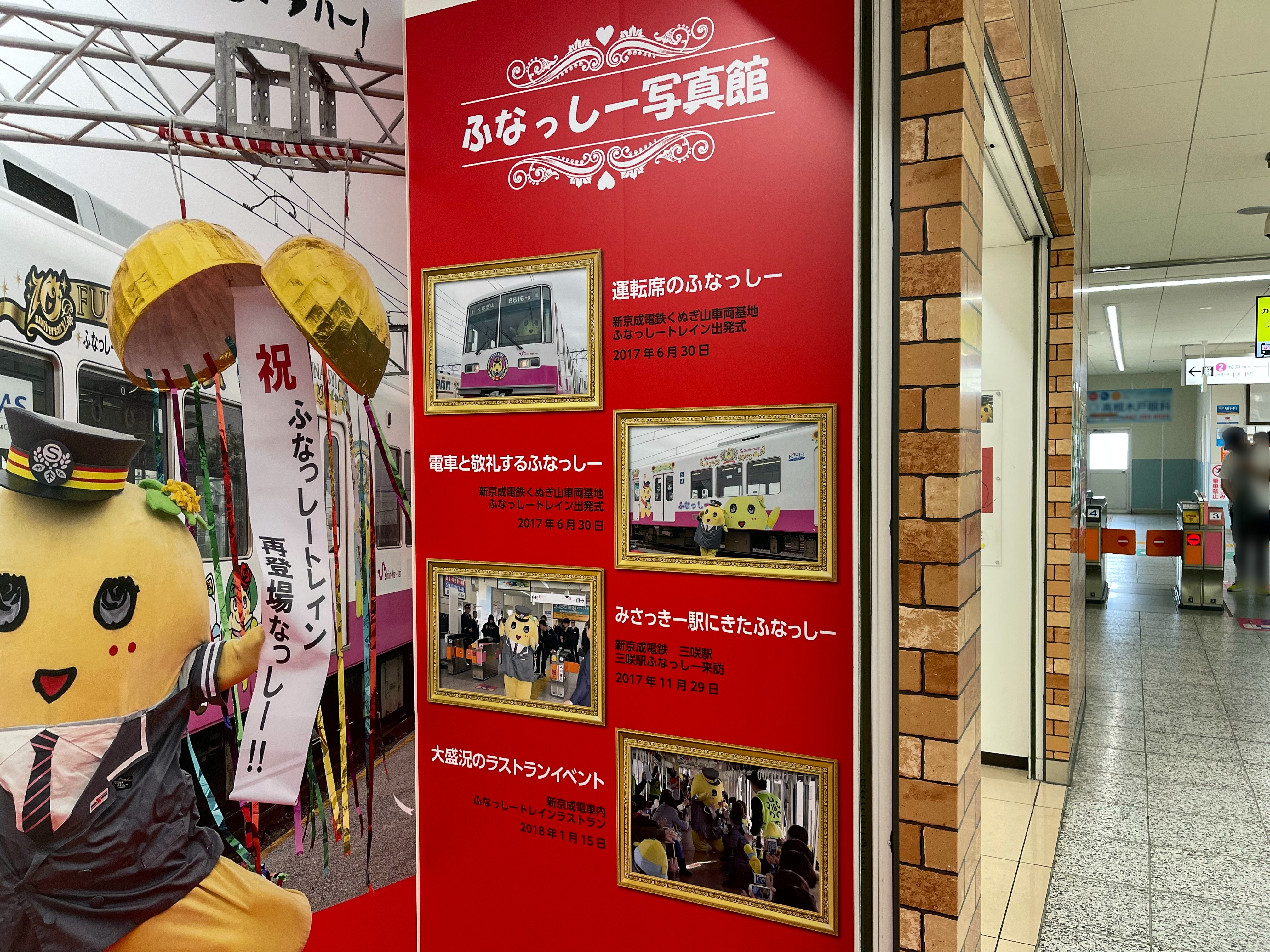
三咲駅のふなっしー写真館

## 受賞歴
- 日本百貨店協会「ご当地キャラ総選挙2013」 優勝（2013年8月6日） [107]
- dwango.jp「2013年 年間ランキング」ボイスランキング部門で、「お・も・て・なっしー」が1位となった（2013年12月3日）[108][109]。また、トップ10中6つ（1位、4位、5位、7位、9位、10位）をふなっしーが占めた[110]。
- レコチョク「年間ランキング2013」着信ボイスランキング部門 1位（2013年12月11日）[111]

## メディア出演

### テレビ番組

#### 日本テレビ系
- スッキリ!!
  - 2013年2月12日 - 番組の特集コーナーに登場。司会者の加藤浩次に相撲勝負を挑み、豪快に投げ飛ばされる。その様子がネットユーザーの間で話題になる[112]。
  - 2014年12月17日 - ゲスト出演、前回のリベンジをしに来た。
  - 2015年3月8日 - 同番組内で2015年3月30日からアニメ『ふなっしーのふなふなふな日和』が開始することを発表。
- 行列のできる法律相談所 - 2013年3月10日、5月12日、8月18日、12月8日、2014年4月20日、4月27日、12月7日、2015年9月20日、2016年1月31日
  - 2013年12月8日放送分でふなっしー2号を、2014年4月27日放送分で瓦割り（15枚）を披露。
- メレンゲの気持ち - 2013年3月16日
- 天才!志村どうぶつ園 - 2013年5月11日、2014年11月1日、2015年5月9日、2017年4月8日
- ザ!鉄腕!DASH!! - 2013年6月23日
- エンタの神様 - 2013年8月10日
- 宝探しアドベンチャー 謎解きバトルTORE! - 2013年8月19日、9月24日、2014年4月7日、8月27日、2015年8月21日
- NOGIBINGO! - 2013年9月3日
- うわっ!ダマされた大賞 - 2013年10月14日
  - ご当地キャラ初のターゲットに指定された。仕掛け人としてちっちゃいおっさん、ハッスル黄門、しまねっこ、がくとくんも登場。
- ベストヒット歌謡祭 - 2013年11月21日（読売テレビ制作）
- ベストアーティスト2013 - 2013年11月27日
- 火曜サプライズ - 2013年12月3日、2014年12月23日、2015年1月20日
  - 2013年12月3日放送分でDAIGOと一緒に船橋市のグルメの紹介をした。
  - 2014年12月23日放送分でDAIGO、ウエンツ瑛士と一緒に台湾のグルメの紹介をした。2015年1月20日放送分では、未放送分が放送された。
- 世界に誇る50人の日本人 成功の遺伝史 - 2013年12月30日
  - VTRで成功の遺伝史となった人物を紹介した。
- 笑点(秘)招福大喜利祭 - 2014年1月1日、2017年1月1日
  - 2014年は「ものまね大喜利」で林家たい平と共演。2017年は「なかよし大喜利」で、ねば〜る君と共演。
- 絶対に笑ってはいけない地球防衛軍24時 完全版 - 2014年1月3日
  - ちっちゃいおっさんやマグロ番長（演：梅宮辰夫）と共演。
- 1億人の大質問!?笑ってコラえて! - 2014年2月5日、4月9日、12月3日、2019年11月6日
- PON! - 2014年4月2日、2015年1月6日、3月30日、11月20日
  - 「毎日が緊急企画!ちょっとおトーク（得）」にゲスト出演。また、2015年3月30日放送ではエンタメコーナーに突然出演した。
- ママモコモてれび - 2015年1月12日・19日
- THE MUSIC DAY - 2014年7月12日、2015年7月4日
- 笑神様は突然に… - 2014年7月18日、12月19日、2015年5月29日
  - 「チームふなっしー」として出演。
- 24時間テレビ 「愛は地球を救う」 - 2014年8月30日・31日、2015年8月22日・23日
- 世界の果てまでイッテQ! - 2014年9月14日、2015年3月29日
- 嵐にしやがれ - 2014年11月22日
  - イーサキング、ハッスル黄門、メロン熊らとふなっしー軍団として5番勝負をした。
- ロボット日本一決定戦!リアルロボットバトル - 2014年12月2日
- しゃべくり007 - 2015年1月1日
- 日本テレビ＋ルーヴル美術館特別番組 世界!極限アーティストBEST20 - 2015年3月9日
- サンバリュ 考えてみるテレビ『世界のベストアンサー』 - 2015年4月26日
- ぐるぐるナインティナイン - 2015年6月4日
- ヒルナンデス - 2015年10月1日
- 人生が変わる1分間の深イイ話 - 2015年10月12日、2019年2月18日
- どさんこワイド - 2016年1月27日（札幌テレビ制作）
- 月曜から夜ふかし - 2016年10月24日
- 幸せ!ボンビーガール - 2016年10月25日
- ニノさん - 2016年12月30日
- 世界まる見え!テレビ特捜部 - 2017年1月22日
- 満天☆青空レストラン - 2017年3月18日
- 1周回って知らない話 - 2017年6月21日
- 今夜くらべてみました - 2019年5月29日、7月24日、2020年1月8日
- ウチのガヤがすみません! - 2019年8月13日
- 有吉の壁 - 2019年10月2日、2020年12月9日
- 日テレ系お笑いの祭典 NETA FES JAPAN - 2020年2月24日
- クイズ!あなたは小学5年生より賢いの? - 2020年3月6日、2021年10月1日

#### テレビ朝日系
- パネルクイズ アタック25 - 2014年10月（朝日放送制作）
- イチオシ!モーニング - 2016年2月3日（北海道テレビ制作）
- 羽鳥慎一モーニングショー夜の特大版 今夜決定!あなたが選ぶ平成ニッポンのヒーロー総選挙 - 2019年4月30日
- すじがねファンです! - 2020年1月14日、16日
- キョコロヒー - 2021年11月11日（10日深夜）

#### TBS系
- 情報7days ニュースキャスター - 2013年2月9日、4月13日
  - 2013年4月13日 - 話題が取り上げられた際、番組恒例の「落ちもの」として登場した[113]。
- アッコにおまかせ! - 2013年2月17日
- 第55回日本レコード大賞（TBSテレビ・ラジオ） - 2013年12月30日
- さんま・玉緒のお年玉あんたの夢をかなえたろかスペシャル - 2014年1月12日[114]、2015年1月11日
- それ行け!北海道物産展 - 2016年5月22日（北海道放送制作）
- ちちんぷいぷい - 2016年8月1日（毎日放送制作）
- メトログ - 2017年4月16日
- あさチャン! - 2019年4月9日
- それSnow Manにやらせて下さい - 2023年8月25日

#### テレビ東京系
- おはスタ - 2014年10月16・17・20・31日、11月4・12日、12月25・26日、2015年9月15日（ふなごろーのみ出演）、2018年4月16日
- 元祖!大食い王決定戦 - 2016年7月2日

#### フジテレビ系
- ライオンのごきげんよう
  - 2013年7月29日 - オープニングコーナーの夏休み特別ゲストとして出演。
- 笑っていいとも!
  - 2013年8月5日 - 「目利き番頭 船えもん」と共に登場。
  - 2013年8月12日 - 相談コーナーで跳び箱3段に挑戦し、手を使わずに助走と脚力だけで飛び越えてみせた。
  - 2013年8月19日 - 緊急企画「できる?できない?どっちベガス」と題し、身体能力を試す企画が行われ、跳び箱5段に挑戦し、ぎりぎりで成功した。バンブーダンスでもリズム感を発揮し、成功した。リンボーダンス100cmでは2回挑戦して失敗したが、3回目でやっと成功した。ちなみに、この放送で軽音楽部でベースだったこと（という設定）を明かした。
  - 2013年10月7日 - 2014年3月24日 - 月曜日の準レギュラーとして出演。最後の出演では感極まって号泣していた。
  - 2013年10月13日 - 2014年3月30日 - 『笑っていいとも!増刊号』
  - 2013年12月25日 - 『笑っていいとも!ラストクリスマス特大号』
- AKB48 34thシングル選抜じゃんけん大会 - 2013年9月18日
  - 小嶋陽菜と共に「ふにゃんしー」として登場した[115]。
- 爆笑そっくりものまね紅白歌合戦スペシャル - 2013年10月29日
  - ちっちゃいおっさん、ちっちゃいおばはん、メロン熊、オカザえもん、山田るまと共演して、ゆるキャラの悲しい日常をゴールデンボンバーのものまねで「女々しくて」の替え歌で披露した。
- 志村けんのバカ殿様 - 2013年11月5日、2014年1月14日、10月28日、2015年1月13日
  - 2014年10月28日放送分と2015年1月13日放送分はふなごろーと共に出演。
- めちゃ2イケてるッ! - 2013年11月23日、2014年3月1日
  - 2013年11月23日放送分は「めちゃギントン」と「人気者たかっしーが行く!」に出演。たかっしーと共演。
  - 2014年3月1日放送分は「人気者たかっしーが行く!」にたかっしーとたけっしーと共演。
- めざましテレビ - 2013年11月26日、2016年1月7日
- 日本語探Qバラエティ クイズ!それマジ!?ニッポン - 2014年2月23日、5月11日、6月22日、9月7日、11月16日、12月7日、2015年2月22日、4月26日、5月31日、10月25日[※ 5]
  - 2015年4月26日放送分はナレーションを担当。
- SMAP×SMAP - 2014年3月17日
  - 「BISTRO SMAP」に船橋市つながりで伊藤淳史と共にゲスト出演。
- 志村けんのだいじょうぶだぁ - 2014年3月25日
- バイキング
  - 2014年4月7日 - 「坂上忍のホンネ相談バイキング」コーナーゲスト
  - 2014年7月24日 - 8月18日 - 夏休みスペシャルレギュラー
  - 2014年12月18日 - 弟のふなごろーとゲスト出演
- 世界ベスト・オブ・映像ショー - 2014年4月29日、9月23日、2015年5月3日、10月4日
- FNS歌謡祭 - 2014年12月3日（2014 FNS歌謡祭）
  - E-girlsとのコラボレーションで「Follow Me」、HKT48とのコラボレーションで「メロンジュース」を披露した。
- 芸能界特技王決定戦 TEPPEN - 2015年1月4日
  - 武井壮と組んでホンジャマカとエアホッケー対決をした。ぐんまちゃん、イーサキング、ちっちゃいおっさん、みきゃんらが応援しに来た。
- 音楽の時間 〜MUSIC HOUR〜 - 2015年1月16日
  - 「梨空レインボー」をテレビ初披露。
- ネプリーグ - 2015年1月26日、5月25日、8月10日、11月16日、2016年2月15日他数回出演している。その都度ボーナスステージ・トロッコアドベンチャーに進出している。
- ペケポン - 2015年2月20日
- 水曜歌謡祭 - 2015年6月17日
- FNSうたの夏まつり - 2015年7月29日（2015 FNSうたの夏まつり）
  - モーニング娘。'15とのコラボレーションで「恋愛レボリューション21 (updated)」を披露した。
- 超豪華歌うま正月SP 十八番で勝負!!新春!オールスター対抗歌合戦 - 2016年1月1日
- 情報プレゼンター とくダネ! - 2016年1月7日
- ノンストップ! - 2016年1月7日
- 直撃LIVE グッディ! - 2016年1月7日
- みんなのニュース - 2016年1月7日
- VS嵐 - 2016年1月7日、2017年5月4日
- ドラマスペシャル『ふなっしー探偵』 - 2016年1月7日
  - 探偵役に扮する実写ドラマでドラマ初主演を務めた。
  - 2020年現在、メインとして出演する唯一の番組。
- 優しい人なら解ける クイズやさしいね - 2016年1月19日
- 最上級のひらめきニンゲンを目指せ!クイズ!金の正解!銀の正解! - 2017年6月24日
  - 問題の出題者としてVTR出演。
- 所JAPAN - 2021年11月30日（関西テレビ制作）

#### NHK
- ニュースウオッチ9（総合）
  - 2013年11月25日のニュースで、ゆるキャラブームについての単独インタビューを受けた[116]。
- MUSIC JAPAN（総合） - 2013年11月28日
  - 「ふな ふな ふなっしー♪ 〜ふなっしー公式テーマソング〜」をテレビ初披露。
- NHK紅白歌合戦（総合・ラジオ第1）
  - 2013年12月31日（第64回）
  - 2014年12月31日（第65回）
  - 2015年12月31日（第66回）
- 大!天才てれびくん（Eテレ） - 2014年1月23日
  - ちっちゃいおっさん、オカザえもん、お城ロボ、どーもくんとチームを結成して共演。
- SWITCHインタビュー 達人達（Eテレ） - 2014年11月15日
  - 阿川佐和子と対談した。
- LIFE!〜人生に捧げるコント〜（総合） - 2014年12月30日
- つっこむクイズ ワンダース（総合） - 2015年8月12日・13日
- 着信御礼!ケータイ大喜利（総合） - 2016年1月17日（16日深夜）、6月12日（11日深夜）、11月13日（12日深夜）
- うたコン（総合） - 2019年4月23日
- 中国語!ナビ ASIAN LIVEスペシャル（Eテレ） - 2022年8月27日
  - 中国本土などの観光地を案内する現地人出題者に、自ら中国語で質問をして回答を導き出していった。番組中ふなっしーには「中国語検定3級」との紹介テロップがある

#### ウェブ
- アンタッチャブル柴田のアニマル調査団（2016年11月15日 - 、360Channel - VR作品）[117][118]
- アンタッチャブル柴田のアニマル調査団 セカンドシーズン（2017年9月14日 - 、360Channel - VR作品） - ナレーション
- 72時間ホンネテレビ（2017年11月5日、AbemaTV） - 番組内の企画「もしもの結婚式」にサプライズ出演。

#### その他
- ザ少年倶楽部プレミアム（NHK BSプレミアム） - 2015年6月17日、8月19日、10月21日
- ふなっしーのジュエリー（QVC） - 2015年7月4日
  - メッセージ出演。
- HeadbangersBall Special:Selected by ふなっしー（MTVジャパン） - 2015年1月、9月12日、10月24日、11月14日
- 白黒アンジャッシュ（千葉テレビ） - 2016年6月21・28日
- ニッポンアニメ100 あけおめ!声優大集合（NHK BSプレミアム） - 2017年12月31日 - 2018年1月1日
  - VTR出演。
- スカパー!音楽祭2018（BSスカパー!） - 2018年3月14日
  - アックマ・カパル・にゃんごすたーと結成したキャラクターメタルバンドのCHARAMELとして出演して「CHARAMEL」を披露した。
- 平成ちばニュースツアー（千葉テレビ） - 2019年4月20日

### 広告
十六茶（アサヒ飲料）
2013年2月5日より全国放送開始。新垣結衣と全国のご当地キャラ54体と共に登場。十六茶公式サイトでも、紹介された。
ウィルコム「だれとでも定額」「ゆるキャラ」篇
2013年3月2日より全国でオンエア。佐々木希、高田純次、バナナマンと、全国のご当地キャラ11体と共に共演。
エコナビ（パナソニック）
2013年6月1日より同社のウェブサイトで公開。ご当地キャラ6体と共に登場する。
dwango（ドワンゴ）
「2000年に一度のふな☆ふなトランス」の広告
お正月を写そう（富士フイルム）
2014年版に松たか子、笑福亭鶴瓶、大久保佳代子（オアシズ）、壇蜜と共演。
2015年版に松たか子、笑福亭鶴瓶、大島優子、前田敦子、指原莉乃 (HKT48) と共演。
マイナビ賃貸（マイナビ）
2014年1月10日より全国放送開始。マイナビ賃貸のイメージキャラクター「マイナビベア」、埼玉県深谷市のイメージキャラクター「ふっかちゃん」、東京都国分寺市西国分寺のご当地キャラ「にしこくん」と共に登場している。
家族の学割（ソフトバンクモバイル）
2014年2月5日から放送開始。野々村真・俊恵・香音一家、白戸家のカイくん（犬）と共演。野々村真が偽ふなっしーの着ぐるみを着て登場し、本物と共演。
ファッションセンターしまむら（しまむら）
ファイバードライ編2014年版は2014年6月24日から放送開始。2015年版は2015年4月28日から放送開始。
ファイバーヒート編2014年版は2014年10月21日から放送開始。2015年版は2015年10月から放送開始。
牛角（レインズインターナショナル）
2014年7月から放送開始。
SmartNews（スマートニュース）
2014年11月8日から放送開始。指と声のみで出演。
白猫プロジェクト（コロプラ）
2014年12月1日から放送開始。
ご当地鉄道〜ご当地キャラと日本全国の旅〜（バンダイナムコゲームス）
2015年2月から放送開始。ふなっしー編
ふなっしーのめいっしー（バンダイ）
2015年2月から放送開始。
梨汁アクション!ふなっしーの愉快なおはなっしー（サクセス）
2015年4月から放送開始。
めちゃコミック（インフォコム）
2015年8月1日から放送開始。
ゼクシィ（リクルート）
2016年4月22日から放送開始。
ハッピーセット（マクドナルド）
2016年9月から放送開始。
トレバ
2019年8月1日から放送開始。
関西住宅販売
2019年から放送開始。
EXNOA「刀剣乱舞-ONLINE-」
2023年4月26日放送開始。

### アニメ
- にゅるにゅる!!KAKUSENくん（本人役、読売テレビ：2013年7月 - 12月）[68]
- ちびまる子ちゃん（本人役、フジテレビ：2015年2月 - 3月）[126]
- ふなっしーのふなふなふな日和（本人役、日本テレビ『スッキリ!!』内、2015年3月30日 - 9月25日）[127]
- ふなっしー&Q（そたいくん）のトークバラエティ「ふなQ」
  - 2013年5月12日から2014年3月31日まで配信のウェブトークアニメ番組。同サイトで番外編「そたいくんの部屋」も配信。
- ふなっしーとゆかいな兄弟
  - めいっしー情報サイト「ふなログ」で配信の「ふなっしーのめいっしー」紹介WEBアニメ。ふなログアニメCMも製作されている。
- 映画 ハピネスチャージプリキュア! 人形の国のバレリーナ（2014年10月11日公開）本人役[128]

### ドラマ
- 天魔さんがゆく（本人役 TBS：第1・4・9話）
- 家族の裏事情（本人役 フジテレビ：第7話）
- アニメ「バディファイト」真夏の激熱SP!!ふなっしーVSオカダ・カズチカ （本人役 テレビ東京：2014年8月16日）実写パート主演[129]。
- THE LAST COP/ラストコップ（本人役 日本テレビ・Hulu：2015年6月19日、2016年11月26日）
- ふなっしー探偵（2016年1月7日、フジテレビ） - 主演・本人役[130]
- 翔んで埼玉（2019年2月22日公開）本人役

### 吹き替え
- パーシー・ジャクソンとオリンポスの神々/魔の海（ジョージ、2013年11月1日公開）

### 舞台
- レジェンドオブふなっしー（2016年6月30日 - 7月31日、DMM VR THEATER）（作 檜木田正史、演出 石山英憲）※CG化したふなっしーが出演。[131]

### ゲーム
太鼓の達人 どんとかつの時空大冒険（バンダイナムコゲームス）
2014年6月26日発売のニンテンドー3DS用ソフト。音楽ゲームのプレイ楽曲のひとつとして「ふな ふな ふなっしー♪」が収録され、踊り子として登場する。
太鼓の達人 特盛り!（バンダイナムコゲームス）
2014年11月20日発売のWii U用ソフト。音楽ゲームのプレイ楽曲のひとつとして「ぶぎ ぶぎ ふなっしー♪」が収録され、踊り子として登場する。
pop'n music ラピストリア（コナミデジタルエンタテインメント）
アーケードゲーム。2014年7月18日の追加アップデートにて、プレイ楽曲のひとつとして「ふな ふな ふなっしー♪」が収録され、担当キャラクターとしても登場した。さらに、プレイヤーキャラクターとしても使用可能（キャラデコ機能は無効となる）。
その後、『- éclale』『- うさぎと猫と少年の夢』（コナミアミューズメント）にも継続収録されていたが、初収録から約3年後の2017年7月13日をもってキャラクター・楽曲ともに削除となった。
太鼓の達人 キミドリVer.（バンダイナムコゲームス）
アーケードゲーム。2014年8月6日の追加アップデートにて、プレイ楽曲として「ふな ふな ふなっしー♪」「ぶぎ ぶぎ ふなっしー♪」の2曲が収録され、踊り子としても登場する。
その後、『- ムラサキVer.』、『- ホワイトVer.』、『- レッドVer.』、『- イエローVer.』にも継続収録されていたが、2017年3月15日をもって「ふな ふな ふなっしー♪」、2017年6月28日をもって「ぶぎ ぶぎ ふなっしー♪」が共に削除となった。
DanceEvolution ARCADE（コナミデジタルエンタテインメント→コナミアミューズメント）
アーケードゲーム。2014年9月24日の追加アップデートにて、プレイ楽曲のひとつとして「ふな ふな ふなっしー♪」が収録されている。
ご当地鉄道〜ご当地キャラと日本全国の旅〜（バンダイナムコゲームス）
2014年11月27日発売のニンテンドー3DS/Wii U用ソフト。100体以上登場する、ご当地キャラの一員として出演している。
白猫プロジェクト/クイズRPG 魔法使いと黒猫のウィズ（コロプラ）
ソーシャルゲーム。2014年12月に期間限定で開催されたコラボイベントに登場した。
梨汁ブシャー!!ふなっしー VS DRAGONS（ロケットカンパニー）
2015年3月26日発売のニンテンドー3DS用ソフト。『ZOO KEEPER』にルールが類似したパズルゲーム。なお、タイトルが類似しているが『パズル&ドラゴンズ』シリーズとの関連は全くない。
梨汁アクション!ふなっしーの愉快なおはなっしー（サクセス）
2015年4月30日発売のニンテンドー3DS用ソフト。2D横スクロールアクションゲームとなっている。
いっしょにプルプル（株式会社S&P）
2015年8月4日配信開始。スマートフォン用パズルゲーム。他のプレイヤーといっしょにふなっしーともパズルプレイができる。2016年4月28日にサービス終了。
ふなっしーのおさんぽ日和（モバイルファクトリー、フォアキャスト･コミュニケーションズ）
2016年2月29日にiOS向け、2016年3月31日にAndroid向け配信開始。スマートフォン用位置情報連動型ゲーム。2017年4月28日にサービス終了。
ご当地鉄道 for Nintendo Switch!!（バンダイナムコゲームス）
2018年2月22日発売のNintendo Switch用ソフト。

## 漫画
『ヒャッハーだよ♪ふなっしー』は、まえだくんによる日本の漫画作品。『別冊コロコロコミック』2014年2月号で連載開始したが、ネットで話題となり、その後『月刊コロコロコミック』（いずれも小学館）に移籍し、2016年3月号にて連載終了。『ちゃおDX』は2014年9月号、11月号は読み切り作品だったが、人気が出たため『ちゃお』に移籍し、連載に昇格し、2017年1月号まで連載され、その連載分は『ヒャッハーだよ♪ふなっしー しおりちゃんとの日々』のタイトルで単行本が刊行された。連載終了から5年後、ふなっしー地上降臨10周年記念で重版が決定。
過去には『コロコロアニキ』、『ちゃおホラー』、『てれびくん』、『CanCam』、『コロコロイチバン』にも掲載された。単行本が小学館より「てんとう虫コミックススペシャル」として刊行されている他、「ちゃおムック カラーワイドコミックス」「ちゃおコミックス」としても刊行されている。
ギャグ漫画ということもあって体を果物のように分断される、或いは擦られて削れる、枯れる、根付いて木になる、本当に梨汁ブシャーで汁を出す、など現実には不可能な梨の妖精としての個性を強烈に誇張して描かれている。無論妖精なので砕かれたり切断されても死ぬことはない。274兄弟もこの漫画で先行登場している。（後にホビー化された。）

### 登場人物
ふなっしー以外全員オリジナルキャラクターである。（ふなごろーは立体化、274兄弟はホビー化された。）

#### レギュラーキャラクター
ふなっしー
本作の主人公。梨である為、身体はかなりもろく、折れたり、皮が剥がれたり、分断されたり、擦られて削れたり、枯れたり、根付いて木になったり、砕かれたり、切り身になったり、切断されても死なない。目は組み換え可能（無くした時用の予備シールがある。）。食用やエサとして認識されて狙われたり、洋梨体型に太ったり、風圧で顔が引っ込んだりする。得意技は「梨汁ブシャー」、「まんぼう」、「ヘドバン」、口の代わりになる背中は「イリュージョン」がある。基本的にはボケ役だが、ツッコミ役に回ることもある。ちゃお版の最終回では何故か巨大化する。
千葉 ケント（ちば ケント）
本作及びコロコロ版ツッコミ役。一人称は「ぼく」（初期は「オレ」と言ったことも）。小学校6年生の男の子。274組所属。家族構成は母親以外不明。赤色のキャップ帽子がトレードマーク。主にふなっしーに対してツッコミを行う。赤色のフード付きパーカー（夏ではTシャツ）を着用している。「うらやすくん」といういとこがいる。名前の由来は「千葉県」。コロコロ版の最終回ではNEWニンテンドー3DSが過去最大級の梨汁ブシャーで破壊されたことで喧嘩し、険悪になったが、最後は仲直り（なかなお梨）した。ちゃお版ではしおりちゃんの逆の立場として登場。
船橋 しおり（ふなばし しおり）
本作のヒロイン及びちゃお版ツッコミ役。一人称は「私」。ケントの同級生。家族構成は父・母・弟の4人家族。金髪のロングヘアーで赤色のハートのヘアピンと赤色のカチューシャをつけ、青色のベストにブラウス、青色のスカートを着用。名前と苗字はカラーワイドコミックスの登場人物で明かされた。絶叫マシンは平気。ちゃお版ではコロコロ版のケント同様、主にふなっしーに対してツッコミを行う。コロコロ版新連載当時、デザインはブラウスを着ておらず、カチューシャは付けてないが、全身ではなく上半身の部分のみが描かれていた（金髪とヘアピンは同じ）。現在のデザインに変わったのは、ちゃおの14年12月号。名前の由来は「船橋市」。　
ふなごろー
ふなっしーの56番目の弟。得意技は「絹糸ブシャー」。本当に絹糸ブシャーで糸を出したり、蝶々になったりする。尻尾は生きており、自由に動き回ることができる。本人も酷い目に遭ったり、ツッコミ役をすることもある。元々はコロコロの14年8月号に初登場だが、その後、立体化した。
あっぷるっしー
ふなっしーをライバル視するりんごの妖精。一人称は「オレ様」。語尾に「ぷる」をつける。決めゼリフは「ヒカッハー」。ふなっしーより人気者になろうと企んでいたが、度々失敗する。

#### 梨兄弟
ふな毛
しなしなっしー
ふないち
ゴマフアザナシ
果肉マン
うらめっしー
ドラゴンっしー

### 未収録回
『ちゃおホラー』2015年7月号
『てれびくん』2015年9月号
『ちゃお』2017年1月号（最終回）
ふなっしーが巨大化する。

## 小説
- 『だいすき♥ふなっしー!ふなっしーと迷子の子犬』作：神埜明美 監修：ふなっしー イラスト：アップライト（集英社みらい文庫）
- 『おねがい♥ふなっしー！ふなっしーとふなごろー』作 ：神埜明美 監修：ふなっしー イラスト：アップライト（集英社みらい文庫）
- 『ふなっしーの大冒険 きょうだい集結!梨汁ブシャーッに気をつけろ!!』作：伊豆平成 イラスト：まえだくん（小学館ジュニア文庫）
- 『ふなっしー探偵』作：百瀬しのぶ イラスト：なかおれいこ（扶桑社）

## 絵本
- 『ふなっしーの絵本 ふなっしーのおはなっしー』作：ふなっしー イラスト：なかおれいこ（パルコ）
- 『ふなっしーの絵本 なしからうまれたふなっしー』作：ふなっしー イラスト：なかおれいこ（パルコ）
- 『ヒャッハー!ふなっしーとフルーツ王国 おうごんのなしをとりもどせ!』 作画：小栗かずまた（ポプラ社）
- 『ヒャッハー!ふなっしーとフルーツ王国 なぞのブドウまじん』作画：小栗かずまた（ポプラ社）

## 単行本
- 『ふなっしーの本なっしー!!』（KADOKAWA/富士見書房）
- 『それゆけ!ふなっしー』（宝島社）
- 『ふなっしーのパリ日記(DVD&ポストカード付き) 』（廣済堂出版）
- 『ふなっしーのおもてなっしー英会話』（作：ふなっしー 監修：デイビッド・セイン イラスト：16号（主婦と生活社）
- まえだくん『ヒャッハーだよ♪ふなっしー』、小学館〈てんとう虫コミックス〉、全4巻

- 1. 2014年6月27日発売、ISBN 978-4-09-141807-4
  2. 2015年3月27日発売、ISBN 978-4-09-142010-7
  3. 2015年12月28日発売、ISBN 978-4-09-142129-6
  4. 2016年3月28日発売、ISBN 978-4-09-142154-8
- まえだくん『ヒャッハーだよ♪ふなっしー　しおりちゃんとの日々』、小学館〈ちゃおコミックス〉、全1巻
  1. 2016年11月29日発売、ISBN 978-4-09-138847-6
- まえだくん『ヒャッハーだよ♪ふなっしー』、小学館〈カラーワイドコミックス〉、
  1. 2015年1月21日発売、ISBN 978-4-09-101050-6

## 雑誌連載
- たいっしー＆ふなっしーの、幸せを呼ぶ悩み相談室（クロワッサン）[150]

## CD

### シングル
|     | 発売日         | タイトル                                                   | 規格品番                                                            | 備考                          |
| --- | -------------- | ---------------------------------------------------------- | ------------------------------------------------------------------- | ----------------------------- |
| 1st | 2013年11月27日 | ふな ふな ふなっしー♪ 〜ふなっしー公式テーマソング〜       | UMCF-9638：初回限定盤 UMCF-9639：通常初回プレス盤 UMCF-5112：通常盤 | オリコン最高8位、登場回数15回 |
| 2nd | 2014年8月20日  | ぶぎ ぶぎ ふなっしー♪ 〜ふなっしー公式テーマソング第二弾〜 | UMCK-9688：初回限定盤 UMCK-5484：通常盤                             | オリコン最高12位、登場回数6回 |
| 3rd | 2017年8月2日   | アルクナシ/CHARAMEL                                        | 274DMCD-001：初回限定盤 POCS-1631：通常盤                           | オリコン最高43位、登場回数2回 |
| 4th | 2019年4月24日  | 梨スタート/Ghoul City                                      | 274DMCD-003：初回限定盤 POCS-1790：通常盤                           |                               |

### アルバム
|                          | 発売日         | タイトル                                                                | 規格品番                                                  | 備考                          |
| ------------------------ | -------------- | ----------------------------------------------------------------------- | --------------------------------------------------------- | ----------------------------- |
| 1st                      | 2014年12月17日 | うき うき ふなっしー♪ 〜ふなっしー公式アルバム梨汁ブシャー!〜           | UMCK-9713：初回限定盤 UMCK-1502：通常盤                   | オリコン最高4位、登場回数5回  |
| コンピレーションアルバム | 2016年8月17日  | ふなっしー初監修のメタル・コンピレーションアルバム！－ フナメタルロック | UICZ-1635 ※初回限定封入特典：オリジナル絵柄のギターピック | オリコン最高23位、登場回数2回 |
| 2nd                      | 2018年7月4日   | チバニクル                                                              | 274DMCD-002：初回限定盤 POCS-1719：通常盤                 |                               |

## DVD
| 発売日         | タイトル                                                                    | 規格品番                                      | 備考                          |
| -------------- | --------------------------------------------------------------------------- | --------------------------------------------- | ----------------------------- |
| 2013年7月26日  | ふなのみくす                                                                | PCBP-12140                                    | オリコン最高5位、登場回数44回 |
| 2014年4月2日   | ふなQ ふなっしーとQ(そたいくん)                                             | BIBE-8440                                     | オリコン最高8位、登場回数4回  |
| 2015年6月24日  | ふなのみくす2 〜ナッシーバカンス沖縄篇〜                                    | UMBK-1221                                     | オリコン最高3位、登場回数9回  |
| 2015年6月24日  | ふなっしーのふなふなふな日和/梨、降臨なっし〜!                              | VPBY-14430：初回生産限定盤 VPBY-14431：通常盤 | オリコン最高8位、登場回数5回  |
| 2015年9月25日  | ふなっしーのふなふなふな日和/にゃおっしーとあそぶなっし～!                  | VPBY-14446：初回生産限定盤 VPBY-14432：通常盤 | オリコン最高11位、登場回数2回 |
| 2015年9月25日  | ふなっしーのふなふなふな日和/ぐれっしーと勝負なっし～!                      | VPBY-14447：初回生産限定盤 VPBY-14433：通常盤 | オリコン最高13位、登場回数2回 |
| 2015年10月21日 | ふなっしーの南極大冒険!～世界ベスト・オブ・映像ショー 頂上リサーチ 特別版～ | PCBC-52461                                    | オリコン最高2位、登場回数4回  |
| 2015年11月25日 | ふなっしーのふなふなふな日和/踊れ!ふなっしーなっし～!                       | VPBY-14448：初回生産限定盤 VPBY-14434：通常盤 | オリコン最高27位、登場回数1回 |
| 2015年11月25日 | ふなっしーのふなふなふな日和/みんなでかくれんぼなっし～!                    | VPBY-14449：初回生産限定盤 VPBY-14435：通常盤 | オリコン最高28位、登場回数1回 |
| 2015年12月23日 | ふなっしーのふなふなふな日和/梨まつりなっし～!                              | VPBY-14450：初回生産限定盤 VPBY-14436：通常盤 | オリコン最高37位、登場回数1回 |
| 2016年1月27日  | ふなのみくす3 〜ナッシーバカンス北海道篇〜                                  | UMBK-1230                                     | オリコン最高7位、登場回数5回  |
| 2017年6月2日   | 274ch.プレゼンツ「ふなっしー春のケツゴボウツアー2017」                      | POBD-60537                                    |                               |
| 2018年1月24日  | 274ch.プレゼンツ「ふなっしー 絶ブシャー祭り2017〜梨祭NASSYI FES.〜」        | POBD-60537                                    |                               |
| 2018年4月18日  | ふなのみくす4 〜ナッシーバカンス岩手篇〜                                    | POBD-60541                                    |                               |

## ミュージックビデオ
| 監督     | 曲名 |
| -------- | --- |
| 筏万州彦 | 「ふなっしーの買い物わっしょい!」 |
| 鈴木智之 | 「ふな ふな ふなっしー♪ 〜ふなっしー公式テーマソング〜」「ぶぎ ぶぎ ふなっしー♪ 〜ふなっしー公式テーマソング第二弾〜」「梨空レインボー」 |

## 梨バリエーション
以下は、自身のバリエーション。274chで配信される動画ではふなごろーや本人とともに別個体として登場する。
| 名称             | 初出            | 説明 |
| ---------------- | --------------- | --- |
| ふにゃっしー     | 2014年 12月01日 | 前述のコロプラ『白猫プロジェクト』のCMにて登場。同作CMとのタイアップの際に作られたキャラクターであり、声も同一であるが、白猫モチーフが足された為、体色は白で猫耳が生えている。また、年末の同月中旬 - 下旬頃にかけて放映されているキャンペーン企画には黒猫モチーフの「くろっしー」（こちらも猫耳付き、体色は黒）も限定キャラクターとして登場。その後、ふにゃっしーはコロプラ製ではないゲームを含めふなっしーコラボ等で共演するようになっている。 |
| あかいふなっしー | 2015年 02月24日 | アニメ映画『機動戦士ガンダム THE ORIGIN』公開試写会のイベントで、あかいふなっしー「ブシャア・アズナブル」として登場した。登場キャラクターの「シャア」にかけて得意のブシャーをやった（動きも梨汁も通常の三倍とのこと）。赤かったため梨感ゼロだった。なお、表記ゆれとして「ブッシャア」もある。 |

## 派生キャラクター
以下は、オマージュして作成されたキャラクター。
- 地位：本人による公認があるかないか。

| 名称         | 中の人                      | 地位   | 初出             | 説明 |
| ------------ | --------------------------- | ------ | ---------------- | --- |
| たかっしー   | 岡村隆史                    | 不明   | 2013年 11月23日  | お笑いコンビ・ナインティナインの岡村隆史が、フジテレビ『めちゃ2イケてるッ!』にて演じている岡村非公認のゆるキャラ。番組コーナー「めちゃギントン」の2013年11月23日放送分に出演したことがきっかけに作られた。 |
| きゃべっしー | キャベツ確認中 （しまぞう） | 非公認 | 2013年 11月25日  | 2013年11月25日、お笑いコンビ・キャベツ確認中が千葉県銚子市特産のキャベツのPRを担う「銚子キャベツ大使」に任命され、同コンビのしまぞうがパロディのつもりで「生き別れた妹でキャベツの妖精」という設定の「きゃべっしー」の着ぐるみで登場した。しかし、盗作しているとして市に苦情が寄せられ、12月3日には許可を得ていない事実も判明した ため、12月4日に市が同市の公式サイト上で経緯を説明して謝罪した。 |
| たいっしー   | 林家たい平                  | 公認   | 2014年 01月01日  | 落語家の林家たい平が、日本テレビ『笑点』の大喜利コーナーでものまねをしている。2014年1月1日の『笑点（秘）招福大喜利祭』での共演がきっかけで公認された。 |
| まこっしー   | 野々村真                    | 公認   | 2014年 02月04日  | タレントの野々村真が、2014年2月5日より放送されたソフトバンクモバイルのCMにて「ふなっしーの偽者」という設定で演じているキャラクター。放送開始前日の会見で本人から公認された。 |
| たけっしー   | 北野武                      | 公認   | 2014年 03月01日  | お笑いタレント・映画監督の北野武（ビートたけし）が、2014年3月1日に放送されたフジテレビ『めちゃ2イケてるッ!』の特番『めちゃ2感謝してるッ! フジテレビ開局55周年記念 BIG3で4時間超えスペシャル!!』にて演じた北野非公認のゆるキャラ。ふなっしーやたかっしーに続いてフジテレビ社屋の社長室へ現れ、一同の制止を聞かずに暴れ回った。 |
| みやっしー   | 宮迫博之                    | 不明   | 2014年 03月013日 | お笑いコンビ・雨上がり決死隊の宮迫博之が、2014年3月13日に放送されたテレビ朝日「アメトーーク!」の「モノマネ祭り2014」にて演じたモノマネ。このくくりでのコーナー「モノマネ卒業式」にてホリ演じる坂本金八（武田鉄矢）から「ふなっしーのお友達、みやっしー」と名前を呼ばれ、その場にいた宮迫がスタジオ裏に戻り、ふなっしーの着ぐるみを着て登場。「梨汁ブシャー」ならぬ「宮汁ブッシュー」と叫んで、番組を締めくくった。 |
| あかっしー   | 明石家さんま                | 公認   | 2016年 4月10日   | お笑いタレントの明石家さんまが2016年4月10日に放送された日本テレビ『行列のできる法律相談所』にてさんまがスタジオ登場の演出のために扮したゆるキャラ。何でも明かすと言う設定で宮迫博之にかつて女を紹介したことを暴露する、ゲストである剛力彩芽の前で腹筋ワンダーコアのCMの真似するなど登場直後に暴れた後、着ぐるみの上からさんまが飛び出して登場した。あかっしーの口から飛び出していた紙によると着ぐるみの制作費用は70万円で裏には出演者のギャラをカットすることが書かれていた。また、このときのためだけにあかっしーのマシュマロも登場し、放送当時レギュラーでふなっしーのファンであった大渕愛子にプレゼントした。 |
| 輝彦なっしー | 西郷輝彦                    | 不明   | 2017年 12月31日  | 歌手の西郷輝彦が2017年12月31日に放送された日本テレビ『絶対に笑ってはいけないアメリカンポリス24時!』にて演じた。西郷は2018年5月31日に放送された読売テレビ『ダウンタウンDX』に出演した際、演じた当時は再発した癌で入院中だったことや、ふなっしーのファンだったために一時退院して演じたことを明かしており、放送後にはふなっしーもTwitterで西郷に謝意と励ましのメッセージを送っている。 |
| さとっしー   | 八木沼悟志                  | 不明   | 2015年3月3日     | 歌手の黒崎真音がTwitterで作成。以降グッズ販売もしている。 |

## 備考
- 船橋市「公認」マスコットとしては、ふなばし三番瀬海浜公園のイメージキャラクターの「アサリくん」、ふなばし市民まつりのマスコットキャラクターの「博士くん」、船橋市スポーツ健康都市シンボルキャラクターの「汗一平くん[164]」と「風さやかちゃん[164]」、ふなばし産品ブランドPRキャラクターの「目利き番頭 船えもん[69]」、船橋市の地球温暖化防止キャラクター「ふなわりくん[165]」等がいる。中でも汗一平くんと風さやかちゃんの誕生は1983年であり[164]、地方自治体公式マスコットの中でも草分けの部類に入る。また、目利き番頭 船えもんとふなわりくんはふなっしーより後発のキャラクターである。
- 公認の弟「ふなごろー」は274体いる兄弟の中でも一番仲がよい。得意技は「絹糸ブシャー」。
- 郵便に関しては274-8799 船橋東郵便局留め ふなっしー行 で本人（本梨）に届くとのこと[79]。
- 2015年12月8日には、偽物グッズをネット通販で正規品と混同させて販売していた業者が、初めて摘発されている[166]。